# Parlamentswahl in Haiti 1930
Die Parlamentswahl in Haiti 1930 wurde am 14. Oktober 1930 durchgeführt.

## Hintergrund
Zu der Zeit der Wahl unterlag Haiti der von 1915 bis 1934 währenden amerikanischen Besetzung.
Gegen Ende der Präsidentschaft von Louis Bornó kam es zu sich steigernden Unmutsbekundungen gegenüber der von Präsident Bornó unterstützten amerikanischen Besatzungsmacht. Die Amerikaner willigten deswegen ein, Bornòs Amtszeit auslaufen zu lassen und dem Willen der Bevölkerung zumindest ansatzweise Rechnung zu tragen.

## Ergebnis
Die Wahlen wurden eigenverantwortlich in den Wahlkreisen durchgeführt. Detaillierte Ergebnisse sind nicht verfügbar.
Haitianische nationalistische Kandidaten gingen als Sieger aus den Wahlen hervor. Sténio Vincent wurde im November 1930 von der Nationalversammlung zum Präsidenten von Haiti gewählt.